# Campeonato Piauiense 1962
In 1962 werd het 22ste Campeonato Piauiense gespeeld voor voetbalclubs uit de Braziliaanse staat Piauí. De competitie werd georganiseerd door de FFP en werd gespeeld van 10 juni tot 16 december. Ríver werd kampioen. Tevens was dit het laatste amateurkampioenschap, vanaf 1963 werd het profvoetbal ingevoerd. 

## Eerste fase
| Plaats | Club         | Wed. | W | G | V  | Saldo | Ptn. |
| ------ | ------------ | ---- | - | - | -- | ----- | ---- |
| 1.     | Ríver        | 12   | 9 | 2 | 1  | 38:12 | 20   |
| 2.     | Piauí        | 12   | 5 | 6 | 1  | 21:14 | 16   |
| 3.     | Auto Esporte | 12   | 6 | 3 | 3  | 14:15 | 15   |
| 4.     | Flamengo     | 12   | 7 | 0 | 5  | 30:16 | 14   |
| 5.     | Comercial    | 12   | 4 | 2 | 6  | 12:17 | 10   |
| 6.     | Rio Negro    | 12   | 3 | 3 | 6  | 10:21 | 9    |
| 7.     | Fluminense   | 12   | 0 | 0 | 12 | 8:38  | 0    |

|  | Geplaatst voor tweede fase |

## Tweede fase
| Plaats | Club         | Wed. | W | G | V | Saldo | Ptn. |
| ------ | ------------ | ---- | - | - | - | ----- | ---- |
| 1.     | Ríver        | 3    | 2 | 1 | 0 | 9:6   | 5    |
| 2.     | Flamengo     | 3    | 2 | 0 | 1 | 4:4   | 4    |
| 3.     | Piauí        | 3    | 1 | 0 | 2 | 4:4   | 2    |
| 4.     | Auto Esporte | 3    | 0 | 1 | 2 | 2:5   | 1    |

|  | Kampioen |

### Kampioen
| Campeonato Piauiense de 1962 |
| Piauí                        |
| ---------------------------- |
| Ríver Kampioen (13° titel)   |